# Джамаат-хана
Джамаа́т-хана́ (от перс. جماعت خانه‎, букв. «место собрания») также джамоатхона́ — это объединение, происходящее от арабского слова джамаа (собрание) и персидского слова хана (дом, место). Это термин, используемый некоторыми мусульманскими общинами по всему миру, особенно суфийскими, для обозначения места сбора. В некоторых мусульманских общинах этот термин часто используется взаимозаменяемо с арабским словом мусалла (место поклонения, которое официально не было освящено как мечеть или является местом, которое временно используется мусульманином в качестве места поклонения). Низаритская-исмаилитская община использует термин джамаат-хана для обозначения своих мест поклонения.

## Джамаат-хана как место сбора и молитвы
В то время как мечеть — это термин, используемый в Коране для обозначения основного места намаза, в настоящее время по всему мусульманскому миру можно найти целый ряд помещений для исламских общественных целей. Некоторые из них сосредоточены в определённых географических регионах, в то время как другие используются конкретными сообществами. Некоторые из них включают: хусейнию, используемая шиитской общиной исна’ашаритов; рибаты и завии используемые мистически ориентированными мусульманскими общинами, обычно называемыми суфиями. Для низаритов-исмаилитов основным местом религиозных и общественных собраний является джамаат-хана. Термин «джамаат-хана» также используется для обозначения помещений, используемых рядом других мусульманских общин с базами в Южной Азии, таких как суфийский тарикат чишти и различные ветви мусталитской общины исмаилитов, включая давуди бохра и алави-бохра

## В исмаилизме
Точные истоки использования джамаат-ханы в традиции исмаилитов-низаритов до сих пор не ясны. Однако общественная память, устные традиции и отдельные гинаны повествуют, что Пир Шамс и Садр ад-Дин, эмиссары, назначенные исмаилитским имамом в Персии и отправленные в Южную Азию на службу вере, основали первые такие пространства для зарождающейся низаритской-исмаилитской общины в Синде, Пенджабе, Кашмире и Китае при их жизни. Джаннатпури, длинная композиция, известная как грант и относящаяся к жанру гинанов, Сайида Имам-шаха, помещает одну из самых ранних из этих джамаат-хан в место под названием Котда, которое, как полагают, находится в современном Синде в Пакистане. В том же сочинении также упоминается, что деревенский староста мукхи был тесно связан с джамаат-ханой как должностное лицо.

### Джамаат-хана как Центр практики исмаилитов-низаритов

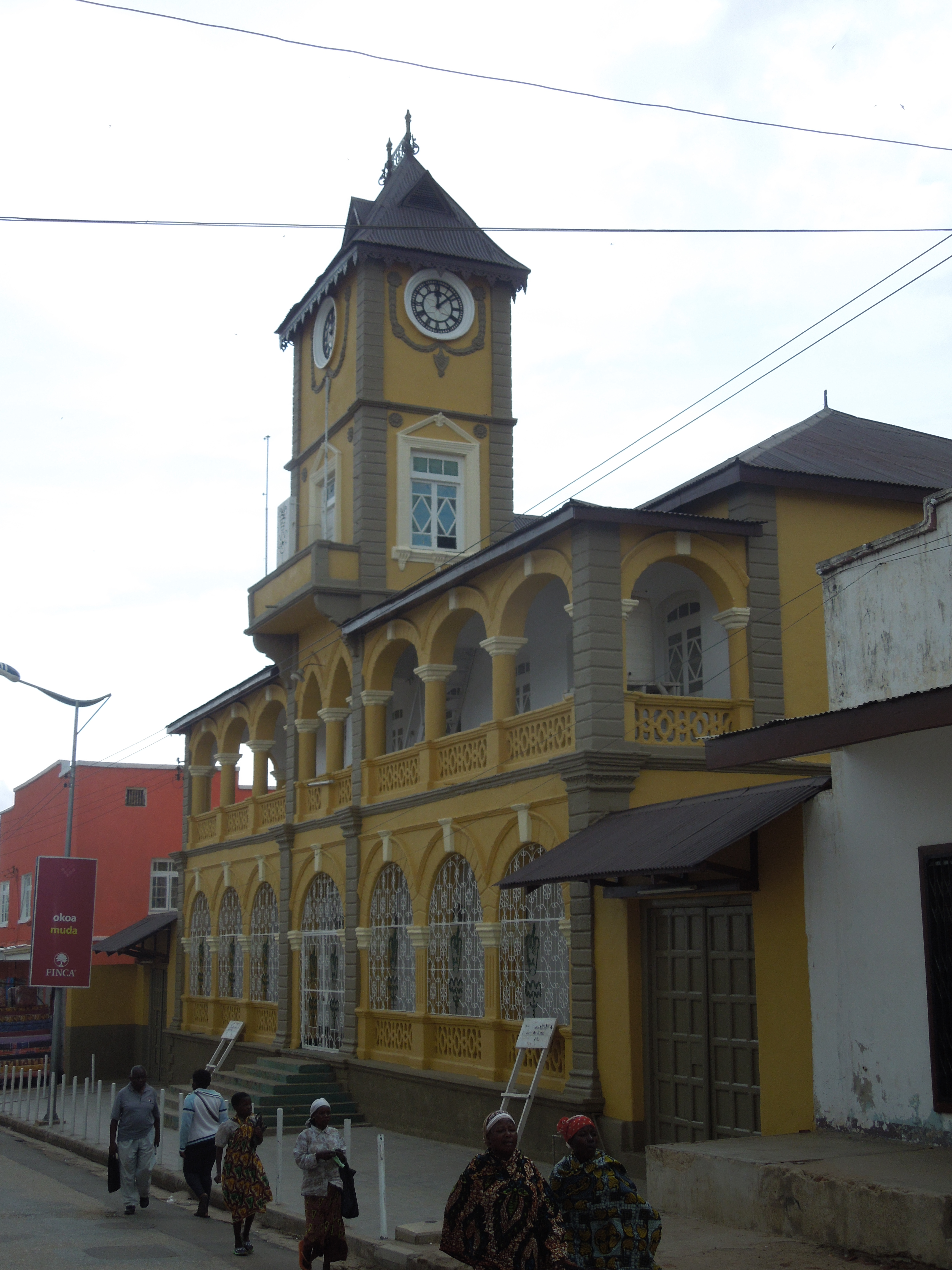
Джамаат-хана в Иринге, Танзания

В то время как джамаат-хана изначально начиналась как пространство собраний, характерное для общин сатпанти, в конечном итоге она была принята исмаилитскими общинами с разным географическим, культурным и языковым происхождением и историческим опытом. В течение семи десятилетий имамата султана Мухаммада-шаха (Ага хан III), официальные отношения с исмаилитскими общинами, проживающими в Таджикистане, Афганистане, Китае, Северных районах Пакистана, Персии и Сирии, были укреплены.
Джамаат-ханы также были введены в Сирии в период 1940-х годов. Однако только при пребывании в должности и руководстве нынешнего имама исмаилитов, Его Высочества принца Карима Ага-хана, аналогичные помещения были также введены в Иране в 1960-е годы, Афганистане 1960-е и 2001 годы и Таджикистане в 2009 году. В некоторых частях Ирана, пространства, называемые хане-йе колон и ханка, предшествовали джамаат-хане.

### Низаритские-исмаилитские центры

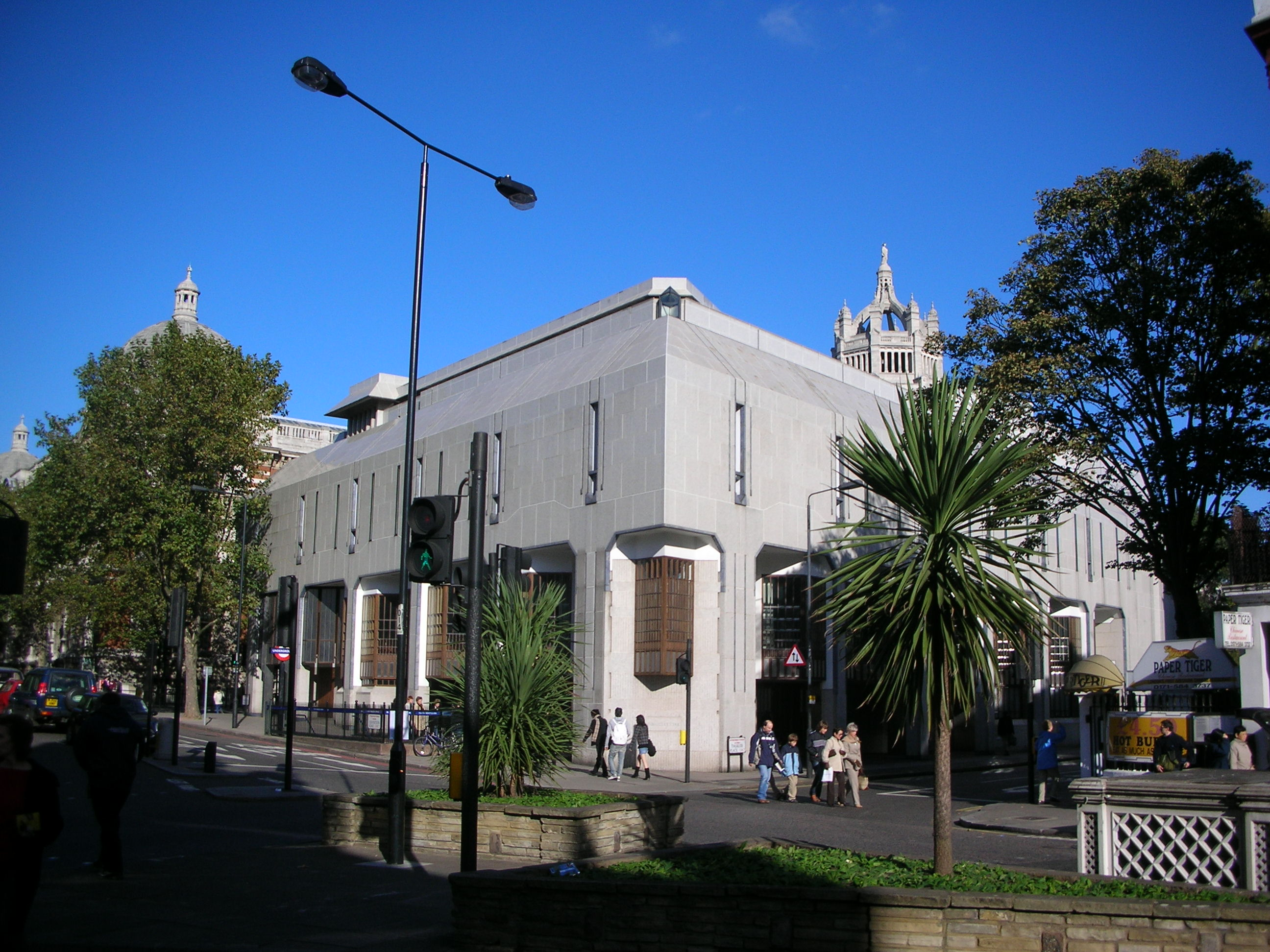
Исмаилитский центр в Лондоне

В 1979 году был заложен первый камень в фундамент того, что должно было стать первым «исмаилитским центром» в Лондоне, Великобритания. Престижное здание, которое было открыто премьер-министром Маргарет Тэтчер в присутствии Его Высочества Ага-хана в апреле 1985 года, стало важной главой в новой эре присутствия исмаилитов в Европе. Несколько месяцев спустя, в августе, премьер-министр Брайан Малруни открыл ещё один исмаилитский центр в Ванкувере, Канада. Каждый архитектурно уникальный, эти специально построенные центры, построенные всемирно известными архитекторами, занимают видные места в своих городах и включают в себя, в дополнение к центральному молитвенному залу, помещения для проведения интеллектуальных и общественных собраний, конференц-залы, учебные заведения, библиотеки, сады и водные объекты. Здания должны были не только служить символическими маркерами присутствия исмаилитской общины в Великобритании и Канаде, но и служить мостом для послов, который будет продолжать помогать им развивать и поддерживать отношения с другими религиозными группами и организациями гражданского общества.
В 1998 году в Лиссабоне, Португалия, был открыт третий такой «исмаилитский центр». Центр черпает вдохновение из регионального влияния мавританского архитектурного наследия, такого как Альгамбра в Гранаде, а также других мусульманских культурных форм, таких как Фатехпур-Сикри в Индии. В частности, взаимодействие и сочетание наружных и внутренних пространств придали зданию эстетику, отличную от других исмаилитских центров, которые были спроектированы двумя десятилетиями ранее, что еще раз продемонстрировало, как время и пространство влияют на современную исмаилитскую религиозную архитектуру.
Первый исмаилитский центр на Ближнем Востоке был открыт в Дубае, Объединённые Арабские Эмираты, 26 марта 2008 года Ага-ханом в присутствии высокопоставленных членов правящей семьи Дубая. Здание черпает вдохновение в архитектурном наследии Фатимидов, династии, основанной предками Ага-хана и предыдущими имамами общины исмаилитов-низаритов в X веке.
Исмаилитский центр в Душанбе, столице Таджикистана, прочно расположенный в персоязычном мусульманском мире, отражает и отмечает многовековое присутствие исмаилитов в Центральной Азии и прилегающих регионах. Открытый 12 октября 2009 года президентом Республики Эмомали Рахмоном и Ага-ханом, его архитектура сочетает в себе разнообразные ремесленные традиции региона и черпает вдохновение из величественных внутренних дворов Самарканда и Хивы, а также мавзолея Саманидов X века. Технические инновации включают сейсмостойкую кровлю, которая переносит структурные нагрузки, систему отопления и кондиционирования воздуха, основанную на тепловых насосах с водяным источником, и колесо рекуперации тепла для повышения энергоэффективности.
Второй исмаилитский центр, построенный в Канаде был открыт в 2014 году в районе Торонто и повторяет схему более ранних зданий, представляя функционально и символически присутствие исмаилитских общин в Европе и Северной Америке. Исмаилитский центр в Торонто является крупнейшим подобным центром в англоязычном мире. Исмаилитский центр Торонто делит свою территорию с музеем Ага-хана, оба из которых находятся в парке Ага-хана.
Вскоре последуют другие исмаилитские центры, находящиеся на различных стадиях развития: планируются центры в Хьюстоне, штат Техас, и Лос-Анджелесе, штат Калифорния.